# Palandella cardinalis
Palandella cardinalis är en insektsart som beskrevs av Christiane Amédégnato och Poulain 1998. Palandella cardinalis ingår i släktet Palandella och familjen gräshoppor. Inga underarter finns listade i Catalogue of Life.